# 美津島町
美津島町（みつしまちょう）は、九州の北沖、長崎県の北部の対馬中南部にあった町である。下県郡に属していた。
2004年（平成16年）3月1日に上対馬町・上県町・峰町・豊玉町・厳原町と合併（新設合併）し、対馬市の一部となった。なお、対馬市の地名として残っている「美津島町」の読みは「みつしままち」である。

## 地理
リアス式海岸がよく発達しており、海岸線の総延長は403.3 kmで日本一海岸線が長い町として知られる。
標高は低いが全体に山がちで、陸地の87%は山地である。特に南西部の厳原町との町境付近には300 - 500m級の急峻な山が連なる。北部の浅茅湾岸は50 - 200mほどの丘陵性の山地である。
町の東西の海域には多数の島々が点在する。有人島は対馬島の他に、東部に沖島とそのさらに東に赤島、浅茅湾内に島山島があり、沖島と島山島は対馬島と、赤島は沖島とそれぞれ橋で結ばれている。
集落は雞知地区と大船越地区を除けば人口50人から300人程度の小規模のものが27地区、多くの入り江に点在しており、これらの集落間の道路距離は数km程度離れている。大船越地区は浅茅湾と対馬東海岸を繋ぐ人口の水路である大船越瀬戸に面している。雞知地区は町役場所在地で町の中心地区であり、人口は約3,000人である。1990年代以降は雞知地区の国道沿いに大型店が複数立地し、対馬商業の新たな中心となった。
- 山：白嶽、前嶽、紅葉山（鶴嶽）、浅茅山（大山岳）、紺青岳、遠見岳、立石山、鼎冠山、鉾ヶ岳、飛岳、郷山、塩屋壇山、八斗蒔壇山、士富壇山、加志岳、大山壇山、大坂壇山、ニガカシ山、中山、向山、大梶岳、鶴ヶ岳、飯盛山、大比良壇山、城山、持山、曲網代岳、天道山、中岳、古家岳、鼓岳、大小浦山、大崎山、メボシマ山、明神岳、大平山、大ビラ山、クチモ山、姫神山、折瀬山、オキビラ山
- 島嶼：島山島、沖ノ島[1]、赤島、泊島[2]、黒島、大島、黒崎島、鼠島、志々加島、志々加小島、車島、頭切島、化物島、境島、箕島、鼠島、小鼠島、鷲島、猪子島、仁兵衛島、海徳島、本ノ島[1]、中ノ島[1]、八点島、島ノ壇島、東泉島、弁天島、番頭島、枇杷島、二子島、太郎島、丸島、京ヶ島、草島、千鳥島、大千切島、麦島、大仏島、小仏島
- 河川：雞知川、洲藻川、加志川、今里川
- 港湾：美津島港、竹敷港、三浦湾漁港、大船越漁港、鴨居瀬漁港
- 海域：浅茅湾、三浦湾、大口瀬戸、万関瀬戸、大船越瀬戸、住吉瀬戸（紫瀬戸）、雞知浦、芦浦、玉調浦

## 歴史

### 行政区域の変遷
- 1908年（明治41年）4月1日 - 島嶼町村制施行により、下県郡のうち後の町域にあたる以下の各村が発足[3]。
  - 雞知村（雞知村・根緒村・洲藻村・箕形村・吹崎村・加志村・今里村が合併）
  - 竹敷村（竹敷村・黒瀬村・尾崎村・島山村・昼ヶ浦村が合併）
  - 船越村（大船越村・久須保村・緒方村・犬吠村・大山村・小船越村・鴨居瀬村・賀谷村・芦浦村・濃部村が合併）
- 1932年（昭和7年）4月1日 - 竹敷村を雞知村に編入[4]。
- 1940年（昭和15年）10月17日 - 雞知村が町制施行し、雞知町となる。
- 1955年（昭和30年）3月1日 - 雞知町と船越村が合併（新設合併）し、美津島町が発足。町名の由来は、日本一長い海岸線が織り成す風景の美を表し、現実に存在する三ツ島[5]の名を称したものという[6]。
- 2004年（平成16年）3月1日 - 上対馬町・上県町・峰町・豊玉町・厳原町と合併し市制施行。対馬市が発足し、美津島町は自治体として消滅。

### 前史
平安時代後期に対馬国国司である阿比留氏の在庁が置かれ、宗氏が国司となるまで対馬の中心であった。江戸時代には対馬の西海岸と東海岸を繋ぐ初めての水路である大船越瀬戸が開削された。明治時代には海軍の竹敷要港部が置かれ、日本海軍によって万関瀬戸が開削された。
- 664年 - 城山に金田城が築かれる。
- 736年 - 遣新羅使船が浅茅浦、竹敷浦に停泊する。
- 1019年 - 刀伊の入寇で被害を受ける。
- 1419年 - 朝鮮軍17,000人が浅茅湾に攻めてくる（応永の外寇）。
- 1672年 - 大船越の堀切が完成する。
- 1859年 - イギリス艦アクティオン号が尾崎湾に入る。
- 1861年 - ロシア軍艦ポサドニック号が尾崎沖の浅茅湾に停泊し、芋崎を6ヶ月間占拠する（ポサドニック号事件）。
- 1896年（明治29年） - 竹敷要港部が置かれる。
- 1897年（明治30年） - 陸軍対馬警備隊司令部が雞知に置かれる。
- 1900年（明治33年） - 日本海軍が万関瀬戸を開削する。
- 1912年（明治45年 / 大正元年） - 竹敷要港部が廃止され、防備隊に縮小される。
- 1915年（大正6年） - 竹敷の海軍防備隊が廃止される。

### 正史
- 1955年（昭和30年）5月 - 万関橋架け替え工事完成。
- 1956年（昭和31年）4月 - 大山小学校を内海小学校と改称。町立鶏鳴幼稚園が発足。
- 1958年（昭和33年）
  - 4月 - 大船越小学校緒方分校が開校。
  - 10月 - 木造2階建ての役場新庁舎が完成。
- 1961年（昭和36年）7月 - 美津島町商工会を結成。
- 1962年（昭和37年）7月 - 辺地に係る公共施設の総合整備のための財政上の特別措置等に関する法律に基づく辺地地域に指定される。
- 1964年（昭和39年）
  - 4月 - 町章を制定。
  - 5月 - 旧対馬空港（竹敷地区の水上空港）オープン。
  - 7月 - 中央公民館が開館。
- 1965年（昭和40年）
  - 2月3日 - 役場庁舎が全焼。
  - 4月 - 鴨居瀬小学校浦浜分校が独立し、浦浜小学校となる。
- 1966年（昭和41年）3月 - 鉄筋コンクリート造3階建ての役場新庁舎が完成。
- 1971年（昭和46年）
  - 4月 - 過疎地域対策緊急措置法に基づく過疎地域に指定される。
  - 8月 - 住吉大橋が開通し、沖島と対馬島が結ばれる。
- 1972年（昭和47年）10月 - 国民宿舎「対馬」がオープン。
- 1975年（昭和50年）
  - 3月 - 万関瀬戸航路拡幅工事が完成。
  - 10月 - 対馬空港（現在の空港）が開港。
- 1977年（昭和52年）4月 - 竹敷小学校を鶏鳴小学校に統合。
- 1978年（昭和53年）8月 - 役場庁舎増築工事が完成。
- 1980年（昭和55年）
  - 4月 - 養和小学校・浦浜小学校・内海小学校を統合し、北部小学校とする。
  - 5月 - 赤島大橋が完成し、赤島と沖島が結ばれる。
  - 9月 - 美津島町文化会館が開館。
- 1982年（昭和57年）
  - 7月 - 町民体育館が開館。
  - 10月 - 町木・町花・町鳥・キャッチフレーズ「海が光る、緑が燃える美津島町」を制定。
- 1984年（昭和59年）4月 - 養和中学校と鴨居瀬中学校を統合し、浅海中学校とする。
- 1988年（昭和63年）3月 - 町営採石場跡地に対馬グリーンパーク（美津島町総合公園）がオープン。
- 1992年（平成4年）4月1日 - 町営ケーブルテレビ局「MYT-3ch（美津島町有線テレビ）」開局。
- 1993年（平成5年）7月 - 太田浦海水浴場（現、美津島町海水浴場の一部）オープン
- 1994年（平成6年）
  - 5月 - 町民体育館で『NHKのど自慢』が収録される。
  - 6月 - 浅茅ベイパーク（浅茅湾海浜公園）オープン。
  - 11月 - 浅茅パールブリッジが開通し、島山島と対馬島が結ばれる。
- 1995年（平成7年）3月 - 大船越小学校緒方分校が廃校。
- 1996年（平成8年）9月 - 万関橋架け替え工事が完成。三代目万関橋が開通。
- 1998年（平成10年）7月 - 国民宿舎「対馬」跡地に「対馬グランドホテル」が開業。
- 1999年（平成11年）
  - 8月 - 対馬グリーンパークに勝見浦海水浴場がオープン。大田浦、勝見浦一帯を「美津島町海水浴場」と改名。
  - 10月 - グリーンピア対馬に美津島町総合福祉保健センターが開所。
- 2003年（平成15年）
  - 5月 - グリーンピア対馬に湯多里ランド対馬がオープン。
  - 12月 - グリーンピア対馬に対馬ふるさと伝承館がオープン。
- 2004年（平成16年）1月 - 二代目住吉橋が開通。

## 地名
大字を行政区域とする。
旧雞知町
- 今里（いまざと）
- 加志（かし）
- 雞知（けち）
- 洲藻（すも）
- 根緒（ねお）
- 吹崎（ふくざき）
- 箕形（みかた）

旧竹敷村
- 尾崎（おさき）
- 黒瀬（くろせ）
- 島山（しまやま）
- 竹敷（たけしき）
- 昼ケ浦（ひるがうら）

旧船越村
- 犬吠（いぬぼえ）
- 大船越（おおふなこし）
- 緒方（おかた）
- 大山（おおやま）
- 鴨居瀬（かもいせ）
- 賀谷（がや）
- 久須保（くすぼ）
- 小船越（こふなこし）
- 濃部（のぶ）
- 芦浦（よしがうら）

## 行政
歴代町長
- 浦瀬勝一（1955年 - 1963年）
- 酒井豊（1963年 - 1975年）
- 山本清吉（1975年 - 1978年）
- 賀原安雄（1978年 - 1982年）
- 松村良幸（1982年 - 2004年）

## 教育

### 小学校
- 美津島町立今里小学校
- 美津島町立大船越小学校
- 美津島町立鶏鳴小学校
- 美津島町立北部小学校
- 美津島町立鴨居瀬小学校（対馬市発足直後の2004年（平成16年）3月31日閉校）

### 中学校
- 美津島町立浅海中学校
- 美津島町立今里中学校
- 美津島町立大船越中学校
- 美津島町立雞知中学校

## 交通

### 空港
- 対馬空港

### 道路
- 国道382号
- 長崎県道24号厳原豆酘美津島線
- 長崎県道64号対馬空港線
- 長崎県道179号グリーンピアつしま線
- 長崎県道197号竹敷雞知線

### 船舶
- 最寄り港湾は厳原港

## 産業
主な産業
- 水産業

産業人口
- 第一次産業 ： 1,502人（36.1%）
- 第二次産業 ： 723人（17.4%）
- 第三次産業 ： 1,938人（46.5%）

## 名所・旧跡・観光スポット・祭事・催事

### 名所・旧跡・観光スポット
- 金田城跡
- 根曽古墳群
- 出居塚古墳
- 太祝詞神社
- 梅林寺
- 対馬グリーンパーク
- 浅茅ベイパーク
- 松村安五郎・吉野数之助顕彰碑[7]

### 祭事・催事
- 対馬ちんぐ音楽祭（8月）

## その他

### イメージソング
- 「海の彼方へ」（歌 ： さとう宗幸）
- 「夢の対馬音頭」（歌 ： 大月みやこ）

1989年3月制作。この2曲が収録されたカセットテープを6000本制作し、希望者に無料配布した。